# Scarus compressus
Scarus compressus és una espècie de peix de la família dels escàrids i de l'ordre dels perciformes.

## Morfologia
Els mascles poden assolir els 68 cm de longitud total.

## Distribució geogràfica
Es troba al Golf de Califòrnia i a les Illes Galápagos.